# Robert Julius Vollsack
Robert Julius Vollsack (* 1804 in Leipzig; † 22. September 1888 ebd.) war ein deutscher Jurist und Politiker.
Vollsack promovierte am 22. September 1829 an der Universität Leipzig mit der Arbeit De onere probandi in actione negatoria (Leipzig: Hirschfeld, 1829). Als Stadtrat war Vollsack u. a. von 1837 bis 1840 Mitglied des Collegiums der Sicherheits-Deputation der Stadt Leipzig (Polizeiamt). Von 1842 bis 1851 war er stellvertretender Abgeordneter der Stadt Leipzig in der II. Kammer des Sächsischen Landtags.
Er erhielt am 10. April 1867 die Ehrenbürgerwürde der Stadt Leipzig aus Anlass des Ausscheidens aus dem Ratskollegium und in Anerkennung seiner 30-jährigen Tätigkeit verliehen. Vollsack war Mitglied der Leipziger Freimaurerloge Minerva zu den drei Palmen.
Er wurde im Erbbegräbnis der Familie Vollsack in der I. Abteilung (Nr. 88) des Neuen Johannisfriedhofs beerdigt.